# Tyger Smalls
Tyger Smalls (Londra, 18 settembre 2002) è un calciatore inglese, attaccante del Charlotte FC.

## Carriera
Da bambino ha giocato nelle giovanili del Norwich City e dal 2011 al 2013 in quelle del Tottenham. Lasciati gli Spurs, ha giocato nei settori giovanili di un gran numero di club dilettantistici e semiprofessionistici inglesi, arrivando nel 2019 all'età di 17 anni a giocare le sue prime partite in una prima squadra, con gli Haverhill Rovers, con cui ha giocato in Eastern Counties Football League (nona divisione inglese), diventando il più giovane giocatore del club a disputare una partita di FA Cup ed in generale realizzando 15 reti (12 delle quali in 19 presenze in campionato) in 24 presenze tra tutte le competizioni ufficiali con il club, che lascia dopo pochi mesi per andare a giocare al Saffron Walden Town nella Essex Senior Football League (sempre nona divisione inglese), dove gioca 9 partite segnando una rete. Inizia poi la stagione 2020-2021 giocando 2 partite in Isthmian Football League (settima divisione) con il Felixstowe & Walton United, per poi nel 2021 trasferirsi negli Stati Uniti dove gioca nella squadra del Tyler Junior College e dal 2023 si è trasferito alla Loyola Marymount University, cambiando conseguentemente squadra collegiale ed arrivando così in NCAA.
Nel SuperDraft MLS del dicembre 2023 è stato selezionato dallo Charlotte FC ed il 14 febbraio ha firmato un contratto professionistico con la compagine statunitense; dopo alcune partite con il Crown Legacy FC (squadra riserve) in MLS Next Pro, ha fatto il suo esordio in prima squadra il 28 aprile nell'incontro di MLS perso 2-1 contro il New York City ed ha segnato il suo primo gol il 22 maggio 2025, in US Open Cup contro il FC Dallas.

## Statistiche

### Presenze e reti nei club
Statistiche aggiornate al 6 luglio 2025.
| Stagione        | Squadra         | Campionato      | Campionato | Campionato | Coppe nazionali | Coppe nazionali | Coppe nazionali | Coppe continentali | Coppe continentali | Coppe continentali | Altre coppe | Altre coppe | Altre coppe | Totale | Totale | Totale |
| Stagione        | Squadra         | Comp            | Pres       | Reti       | Comp            | Pres            | Reti            | Comp               | Pres               | Reti               | Comp        | Pres        | Reti        | Pres   | Reti   |        |
| --------------- | --------------- | --------------- | ---------- | ---------- | --------------- | --------------- | --------------- | ------------------ | ------------------ | ------------------ | ----------- | ----------- | ----------- | ------ | ------ | ------ |
| 2024            | Crown Legacy FC | MNP             | 13         | 2          | -               | -               | -               | -                  | -                  | -                  | -           | -           | -           | 13     | 2      |        |
| 2024            | Charlotte FC    | MLS             | 15         | 0          | USCup           | 0               | 0               | -                  | -                  | -                  | LC          | 2           | 0           | 157    | 0      |        |
| 2025            | Charlotte FC    | MLS             | 10         | 0          | USCup           | 2               | 1               | -                  | -                  | -                  | LC          | 0           | 0           | 12     | 1      |        |
| Totale carriera | Totale carriera | Totale carriera | 38         | 2          |                 | 2               | 1               |                    | -                  | -                  |             | 2           | 0           | 42     | 3      |        |